# Muaither Sports Club
Muaither Sports Club (em árabe: نادي معيذر الرياضي) é um clube multi-esportivo do Catar. O time de futebol do clube disputa a segunda divisão do futebol nacional.